# 阿斯麦隼鸟足球俱乐部
阿斯麥隼鳥足球俱樂部（英语：Shaheen Asmayee 波斯语：شاهین آسمایی）是阿富汗的一个足球队。他们现在混迹于阿富汗超级足球联赛。该球队代表着大喀布尔地区。他们贏得了五次阿富汗超级足球联赛冠军，他們是唯一一支曾連續奪冠的球隊，而且還兩次達成這一壯舉。2017年亞洲足協盃，他們成為首支參加亞足聯冠軍聯賽二級聯賽的阿富汗俱樂部。

## 队名来源
喀布尔省是全国人口最多的省份，也是阿富汗首都喀布尔的所在省份。阿斯麦山横穿穿喀布尔市，把城市分为两半，喀布尔河在中间的山谷中流淌。“shaheen”是一种猎鹰，这种猎鹰在阿富汗全国都用于渔猎，但也是优雅高贵的象征。还拥有奇快的速度和敏捷的身形，潜水时捕鱼最高时速可达300千米每小时。阿斯麦隼鸟代表着全阿富汗人口最多的城市，希望能像shaheen一样拥有那样的速度、敏捷和优雅高贵。

## 洲際紀錄
| 賽季   | 賽事       | 輪次   | 俱樂部   | 主場 | 客場 | 總比分 |
| ------ | ---------- | ------ | -------- | ---- | ---- | ------ |
| 2017年 | 亞洲足協盃 | 外圍賽 | 法霍收獲 | 0–1  | 0–0  | 0–1    |

## 榮譽

### 國內
- 阿富汗超級足球聯賽
  - 冠軍（5次）: 2013年、2014年、2016年、2017年、2020年
  - 亞軍（3次）: 2015年、2018年、2019年